# Josep Badia
Josep Badia i Capell (Torregrosa, 1903-Barcelona, 28 de abril de 1936) fue un político español. Adscrito al nacionalismo catalán, era hermano mayor de Miquel Badia, político y policía nacionalista catalán acusado de torturador.

## Biografía
Se trasladó a Barcelona en 1919 y pronto se introdujo en el comercio de vinos. En 1922, año en el que su hermano Miquel Badia, tres años menor, emigró también a Barcelona, se afilió a las juventudes de Estado Catalán. Los Badia entraron en contacto con el independentismo catalán a través del deporte y el excursionismo. Tras la proclamación de la Segunda República, por orden de Francesc Macià, Miguel Badia creó la organización paramilitar de Estat Catalá, los escamots de las JEREC (Juventudes de Izquierda Republicana-Estado Catalán) y fue nombrado secretario de Orden Público de la Generalidad, estando enfrentados a los grupos de autodefensa de la Federación Anarquista Ibérica (FAI), a los que como jefe de la policía, detenía y sometía a torturas en la Jefatura de Policía de vía Layetana. José participó en la organización de las Joventuts d'Esquerra Republicana-Estat Català (JEREC).
Con su hermano participó también en la proclamación del Estado catalán de octubre de 1934.
El 28 de abril de 1936, a las tres y media de la tarde, fue asesinado junto con su hermano Miquel en la calle Muntaner de Barcelona por miembros de la FAI como represalia por su anterior campaña contra miembros del anarquismo catalán.
Junto a su hermano, fue enterrado en el cementerio de Montjuic.